# Кабардинская автономная область
Кабардинская автономная область — административно-территориальная единица в РСФСР, существовавшая с 1 сентября 1921 года по 16 января 1922 года. 
Административный центр — город Нальчик.

## История
Автономная Кабардинская область была образована 1 сентября 1921 года из Кабардинского округа Горской АССР.
16 января 1922 года Кабардинская АО была объединена с Балкарским округом Горской АССР в Кабардино-Балкарскую автономную область.
В состав области входило 4 округа:
- Баксанский — селения: Каменномостское, Сармаково, В. Ашабово, Н. Ашабово, Заюковское, Кызбурун 1‑й, Куба, Шариатское, Карагачево, Кызбурун 3‑й, Алтуд, Ших-Йзмайловское, Кишпек, Старая Крепость, Кызбурун 2‑й, В. Куркужинское, Н. Куркужинское, Залукокоаже, Баксан, Кр.‑Константиновское, Черниговский Хутор, Матвеевский Хутор, Николаевский, 2‑й Хутор и Петропавловское;
- Нальчикский — селения: г. Нальчик, Новополтавское, Лечинкай, Чегем 1‑й, Чегем 2‑й, Шалушинское, Нартан, Кенже, Ново-Ивановское, Баксано-Курское, Вольное и колония Александровская;
- Урванский — селения: Старый Черек, Урванское, Псыгансу, Жемтала, Кахун, Аушигер, Старо-Урухское, Старый Лескен, Лескен 2‑й, Урухское, Н.‑Черек, Аргудан, Пришибская, Котляревская, Александровская;
- Мало-Кабардинский — селения: Плановское, В.‑Курпское, Донское, Хамидие, Н.‑Курпское, Арик, Терекское, Акбаш, Неурожайное, Кизлярское, Гнаденбург, Роздельное, Сухотский Хутор.